# Manifesto di Lunghezza
Il manifesto di Lunghezza fu un documento datato 10 maggio 1297, con cui gli avversari di Papa Bonifacio VIII, capeggiati dai cardinali Jacopo e Pietro Colonna (appartenenti alla famiglia Colonna acerrima nemica della famiglia Caetani cui apparteneva Bonifacio VIII), appoggiati da Jacopone da Todi e da alcuni Spirituali francescani, sottoscrissero, nel castello di Lunghezza (nell'estrema periferia est di Roma, in Lunghezza), un memoriale mediante il quale si dichiarava illegittima la sua elezione, perché non valida, a sua volta, l'abdicazione di Celestino V, suo predecessore. Il Papa veniva dichiarato decaduto, e si faceva espresso invito ai fedeli a non portare più obbedienza al Caetani.

## Antefatti
Le cause che diedero luogo alla sottoscrizione del Manifesto risiedono nella esplicita avversità reciproca delle due potenti famiglie, soprattutto perché i Colonna vedevano con fastidio l'espandersi della potenza dei Caetani, dovuta alla disinvolta azione nepotista del pontefice, nella regione dove tradizionalmente esercitavano il loro dominio. Il riferimento alla presunta illegittimità della elezione di papa Bonifacio VIII eletto a seguito della forzata abdicazione di Celestino V scomparso l'anno precedente, era tuttavia forse più un efficace pretesto o una concausa, se si considera che il 3 maggio del 1297 Stefano Colonna il Vecchio derubava un convoglio dei Caetani che trasportava verso Roma da Anagni, una ingente quantità di oro e argento stimata in circa 200.000 fiorini, destinata all'acquisto di alcuni feudi dagli Annibaldi, o forse della stessa città di Ninfa e che il successivo 6 maggio, Bonifacio VIII ordinava ai cardinali Pietro e Giacomo Colonna la immediata restituzione della refurtiva e la consegna dei feudi colonnesi di Palestrina, Colonna e Zagarolo.

## Storia
Al rifiuto dei cardinali colonnesi di adempiere a tutte le richieste, la reazione del Pontefice non si fece attendere: con violenza i due cardinali furono destituiti con la bolla "In excelso throno" datata anch'essa 10 maggio 1297, che poneva in risalto come la famiglia Colonna fosse da sempre portatrice di disprezzo verso le cose altrui, nonché piena di superbia e oltraggiosa e che, per queste colpe, suscitava soltanto desiderio di annientamento. Si aprì, quindi, un'ulteriore lotta tra il Papa e i Colonna, nella quale questi ultimi speravano in un intervento a loro favore del re di Francia, Filippo il bello. La qual cosa non avvenne in quanto il monarca francese stava trattando proprio in quel momento gli accordi con il Papa per la risoluzione del problema dei tributi agli ecclesiastici in Francia, per cui non aveva alcun interesse ad inimicarsi il Pontefice.
Il 16 maggio fece seguito un secondo manifesto che elencava gli addebiti mossi a Bonifacio VIII, compreso il raggiro di Celestino V teso a spingerne l'abdicazione, e che richiedeva un consiglio generale della Chiesa.
Il 23 maggio 1297 seguì prontamente un'ulteriore bolla papale denominata "Lapis abscissus" che sottolineava gli oltraggi della loro "dannata stirpe e del loro dannato sangue", che avrebbe voluto sterminare "perché essa sollevava in ogni tempo il suo capo pieno di superbia e di disprezzo": la scomunica veniva estesa ai cinque nipoti di Giacomo ed ai loro eredi dichiarati scismatici.
Il 15 giugno, attraverso un terzo manifesto, i due cardinali reagirono alle bolle pontificie protestando per l'ingiusta condotta del Papa ed iniziando a preparare le loro fortezze per la difesa.
La lotta tra il Papa e i Colonna vide una prima sconfitta di questi ultimi. Jacopone da Todi fu rinchiuso prigioniero in un convento e scomunicato. I cardinali Colonna furono scomunicati e dovettero riparare in Francia sotto la protezione di Filippo il bello, e i loro beni furono confiscati e divisi tra la famiglia del Papa e la famiglia degli Orsini, anch'essi acerrimi nemici dei Colonna. Infatti i Colonna fuggirono in varie direzioni. Sciarra fu catturato da pirati sulla costa di Marsiglia finché non fu liberato dal re di Francia dietro pagamento di un riscatto. I due cardinali, Iacopo e Pietro si rifugiarono in Etruria o in Umbria presso amici ghibellini. Stefano emigrò presso le corti reali d’Inghilterra e di Francia. Bonifacio VIII fu un giurista eccellente e non pretese mai, né per sé né per la propria famiglia, i beni sottratti ai Colonna o ai loro partigiani. L'appropriazione dei beni sottratti ai Colonna lo avrebbe esposto a facili ritorsioni ed accuse; perciò egli suddivise i beni sottratti ai Colonna del ramo di Palestrina tra gli Orsini del ramo di Castel S. Angelo e i Colonna del ramo di Genazzano. Questi ultimi, per motivi interni alla famiglia, avevano avuto forti scontri con i cugini di Palestrina, e furono lieti di schierarsi col Papa contro i propri congiunti.

## Epilogo e conseguenze
La vicenda ebbe seguito con lo "schiaffo di Anagni" quando Sciarra Colonna nel 1303, con l'appoggio di Filippo il Bello e Guglielmo di Nogaret, umiliò papa Bonifacio VIII che secondo la tradizione venne schiaffeggiato dal medesimo, causandone la morte dovuta al dispiacere. Con la morte del Pontefice, i Colonna avanzarono già nel 1305 richiesta di un ingente risarcimento dei danni subiti durante il pontificato del Caetani e la restituzione dei beni sequestrati e la sede papale, con il suo successore, venne trasferita ad Avignone. Nel 1306 Clemente V annullò tutte le sentenze di condanna emesse contro i Colonna che poterono così procedere alla ricostruzione di Palestrina che era stata fatta radere al suolo dal pontefice nel 1299 e riparare i danni nelle altre località. La riabilitazione dei Colonna dette luogo ad una nuova stagione di scontri armati contro i Caetani, per il predominio nelle provincie di Campagna e Marittima durante la prima metà del XIV secolo.